# In Hearts Wake
In Hearts Wake ist eine 2006 gegründete Melodic-Hardcore-/Metalcore-Band aus Byron Bay in Australien, die derzeit bei UNFD unter Vertrag steht.

## Geschichte
In Hearts Wake wurde 2006 in Byron Bay gegründet und besteht aus Jake Taylor (Gesang), Ben Nairne (E-Gitarre), Eaven Dall (E-Gitarre), Kyle Erich (E-Bass) und Caleb Burton (Schlagzeug).
Die Debüt-EP der Gruppe, die Into the Storm heißt, wurde 2007 in Eigenregie veröffentlicht. Auch das Debütalbum The Gateway, das ein Jahr später erschien, wurde aus eigener Tasche finanziert. Im Juni 2010 befand sich die Gruppe mit Dan Brown im Studio, um eine Split-EP mit der Progressive-Metal-Band The Bride aus einem Vorort Sydneys aufzunehmen. Diese erschien Ende 2010 über New Justice Records.
Im Juli 2012 unterschrieb die Gruppe ihren ersten professionellen Plattenvertrag bei UNFD. Das Labeldebütalbum Divination, welches in den Vereinigten Staaten von Josh Schroeder in den Random Awesome Studios aufgenommen wurde, erschien am 31. August 2012. Die Gruppe tourte zwischen dem 30. August und dem 8. September 2012 gemeinsam mit Like Moths to Flames und Hand of Mercy als Support auf der Homebound-Tour von Dream On, Dreamer durch Australien. Das Album stieg auf Platz 27 in den heimischen Charts ein. Es folgten nach der Homebound-Tour vier Shows Ende September als Vorband für Enter Shikari.
Ende März 2013 spielte die Gruppe vier Konzerte in Neuseeland. Im Juni tourte die Gruppe als Headliner erneut durch Australien. Als Vorgruppen traten Counterparts, The Storm Picturesque und Stories auf. Im September folgte die erste Europatournee mit Landscapes als Vorband für The Amity Affliction. Die Brothers-in-Arms-Tour führte durch Belgien, Deutschland, das Vereinigte Königreich, Frankreich und Österreich. Auch auf der Australien-Tour von The Amity Affliction spielte In Hearts Wake als Vorband, gemeinsam mit Chelsea Grin und Stick to Your Guns.
Im März 2014 war die Band erstmals auf dem Soundwave Festival zu sehen. Zuvor absolvierte die Gruppe im Januar und Februar 2014 eine Headliner-Tournee durch Australien. Als Vorgruppen traten Hand of Mercy und Hellions auf. Die Tour hieß Skydancer-Tour und sollte sowohl als Werbung für die gleichnamige Single als auch für ihr Skydancer-Projekt dienen.
Am 2. Mai 2014 wurde das zweite Album der Band, welches Earthwalker heißt, weltweit über UNFD veröffentlicht. Vom 4. bis 15. Juni 2014 fand die Earthwalker Australia Tour statt, um das Album in Australien zu bewerben. Begleitet wurde die Band von Dream On, Dreamer, Being as an Ocean, Endless Heights und Sierra. Anfang März 2015 wurde das dritte Studioalbum der Band für den Mai 2015 angekündigt. Dieses heißt Skydancer und soll das Konzept, das die Gruppe bei dem Vorgängeralbum begonnen hatte, fortsetzen. Die Gruppe habe das Album zeitgleich mit Earthwalker aufgenommen.

## Diskografie

### EPs
- 2007: Into the Storm (Eigenproduktion)

### Alben
- 2008: The Gateway (Eigenproduktion)
- 2012: Divination (UNFD)
- 2014: Earthwalker (UNFD)
- 2015: Skydancer (UNFD)
- 2017: Ark (UNFD, Rise Records)
- 2020: Kaliyuga (UNFD, Rise Records)

### Split-CDs
- 2010: Split mit The Bride (New Justice Records)
- 2016: Equinox (Split-EP mit Northlane, UNFD)